# Sunrise Beach Village, Texas
Sunrise Beach Village là một thành phố thuộc quận Llano, tiểu bang Texas, Hoa Kỳ. Năm 2010, dân số của xã này là 713 người.

## Dân số
- Dân số năm 2000: 704 người.
- Dân số năm 2010: 713 người.